# Dialetto chiavennasco
Il dialetto chiavennasco (dialett ciavennasch), è il dialetto parlato a Chiavenna e, con alcune differenze, in tutta la Valchiavenna e Val Bregaglia. Appartiene alla famiglia del dialetto lombardo alpino e subisce forti influenze dal comasco, a differenza del dialetto valtellinese che ha somiglianze con il bergamasco. Ci sono poi varie parole che derivano dalla vicinanza della Svizzera, precisamente dal cantone dei Grigioni.